# Georg Engströms sjukdomsuppfattningar och behandlingsmetoder
Georg Engström var en psykiatriker som arbetade på Vadstena Hospital under 1800-talet. Under hans tid på Vadstena skrev Engström många journalanteckningar om hans patienter. Från dessa anteckningar har man kunnat se vilka psykiska sjukdomar som han ansågs fanns och hur dessa sjukdomar visade sig. Det som även visat sig är vad för behandlingsmetoder han ansåg skulle bota dessa sjukdomar och hur han använt sig av dessa.

## Sjukdomsuppfattningar

### Fånighet
Det var vanligt att Engström ansåg att en patient led av flera sjukdomar men de som fick benämningen fånighet fick för det mesta bara den. Det var bara vid några enstaka fall som personer med fånighet också ansågs lida av mani och även några fall där fånigheten verkade vara blandad med epilepsi. Engström menade ibland att epilepsin gjorde så att patienterna blev fåniga, men det kunde också bara vara att personen ansågs lida av dem båda. I början av Engströms tid på Vadstena var det väldigt vanligt att patienterna fick diagnosen fånighet men antalet minskade allt eftersom. Engström började allt efter att åren gick byta ut namnet fånighet mot slöhet. 1835 beskrev Engström att den som led av slöhet hade ”ett tillstånd där själsförmögenheterna var svaga och ofullständiga”.  Det som verkar vara gemensamt hos alla personer med fånighet utifrån Engströms anteckningar är att de inte hade så mycket energi. De satt ofta stilla och orkade inte göra så mycket. Engström skrev aldrig ner om han trodde att sjukdomen var ärftlig, men han verkade inte tycka att sjukdomen var obotlig eftersom flera personer med diagnosen fånighet lades in på Kurhospitalet för behandling. I sina journalanteckningar skrev Engström inte heller om fånighetens karaktär utan han skrev oftast bara ner vilken nivå av fånighet som personen hade.

#### Idiotismus
Idiotismus är den allvarligaste nivån av fånighet. En patient som led av Idiotismus ansågs inte påverkas av vad som hände runt omkring henne och beskrevs även som ”i hög grad vansinnig, utan allt medvetande och förnuft”. Engström kunde också använda namnet Stupiditas för denna nivå.  

#### Fauitas
Fatuitas är den mellersta nivån av fånighet. De symptom som dessa personer hade utmärktes av två olika saker. Antingen kunde människorna endast förstå enkla begrepp och förhållanden eller också hade personen väldigt låg energi. Om en patient skrev Engström ”Den sjuke är mindre vetande och har förslöade kropps- och själsförmögenheter”  och om en annan patient med Fatuitas skrev Engström att personen nästan aldrig pratade utan bara gick fram och tillbaka.

#### Imbecillitas
Imbecillitas är den snällaste formen av fånighet. Det är egentligen ingen sinnesrubbning utan personerna som led av detta hade enbart ett nedsatt förstånd. Engström kunde också använda namnen Blödsinn och Amentia för att beskriva denna nivå.

### Mani
De som fick diagnosen mani ansågs ofta ha någon annan sjukdom. Det som kännetecknar mani är att personerna fick anfall som antingen bara var att de pratade oroligt och hade ett förvirrat uttryck i ögonen eller att de var väldigt våldsamma där de kunde slå och skrika. Engström beskrev en gång att mani var häftiga anfall som varvades med lugna perioder. På vissa ansåg han också att de våldsamma perioderna omväxlades med stunder av fånighet. Engström antydde att orsaken till anfallen var att personen hade ett begär att vara våldsam och att en annan kraft tagit makten hos personen. Manin kunde anses uppkomma genom att man fått en dålig uppfostran som gjort att personens känslor inte gick att tygla.

### Sinnesrubbning
Personer med sinnesrubbning ansågs enbart ha förvirrande föreställningar eller det tillsammans med mycket fantasi. Engström kunde också använda benämningen förvirring när han pratade om sinnesrubbning. Denna sjukdomskategori var ganska svårdefinierad hos Engström men några utmärkande drag var att personerna hade något fel i de själsliga förmågorna där framförallt fantasin tagit en för stor roll. Även denna sjukdomsförteckning delade han upp i några underkategorier.

### Unstätter Wahnsinn
Unstätter Wahnsinn kunde också namnges som Escstasis, periodisk sinnesrubbning, allmän förvirring och periodisk vansinnighet. Det var väldigt sällan någon som led av Unstätter Wahnsinn ansågs lida av en annan sjukdom också. Det som kännetecknade de flesta med Unstätter Wahnsinn var att de befann sig i en slags fantasivärld eller att de hade en hetsig fantasi. En patient som fått benämningen Unstätter Wahnsinn av Engström var Kjerstin Andersdotter. Hon levde i en fantasivärld, där hon inte befann sig i verkligheten utan istället förenade det verkliga med drömmarna. Kjerstin hade enligt Engström perioder där hon var mer klar i huvudet men det var aldrig att hon var helt förståndig. När hon pratade bytte hon snabbt mellan ämnen utan att de hade något sammanhang. Det finns också nerskrivet att hon oftast var glad och inte alls våldsam. En annan person som ansågs lida av Unstätter Wahnsinn var en bonde. Denna bonde pratade konstant om djävular och helvetet utan att ha något ordentligt sammanhang. Om bonden skrev Engström en gång i sina anteckningar ”Hans uppjagade, otyglade fantasi framställde rastlöst de löjligaste bilder och föreställningar, och patienten fortfor med sitt galna prat”. Engström beskrev även bondens prat om helvetet som felaktiga och förvridna. Unstätter Wahnsinn kunde också sättas som sjukdom på någon för att personen hade problem med det logiska tänkandet. En kvinna fick till exempel den här sjukdomsbeteckningen för att både hennes påståenden och slutsatser ansågs vara förvridna. Engström menade även ibland att sjukdomen kunde bero på att fantasierna tagit övertaget om förnuftet eller att det blivit rubbningar i själsförmögenheterna.
Det fanns även personer som fick diagnosen Unstätter Wahnsinn fastän Engström själv inte ansåg att det var något fel på personen. Engström hade vid de här fallen enbart gått på information från andra människor om personernas tillstånd. Engström fick till exempel läsa ett läkarintyg om pigan Carolina Ericsdotter där det stod att hon slagit huvudet från ett fall, att hon efter det fått yrsel och efter en tid blivit fullständigt vansinnig. Han tyckte själv att hon var en lugn person och att hon med förstånd kunde svara på alla frågor. Han kunde inte se några uttryck om att hon hade någon sinnesrubbning. Trots detta så skrev Engström ner att pigan hade sjukdomen Unstätter Wahnsinn. Det fanns också liknade fall där prästerna funnit symptom på sjukdom och där personerna fick beteckningen av en sjukdom fastän Engström själv inte ansåg att det var något fel.

### Lustiger Wahnsinn
Andra namn som betecknade samma sjukdomstillstånd som Lustiger Wahnsinn var Moria och Narrheit. Hos de som led av denna sjukdom var det obalans i själsfunktionerna och sjukdomen visade sig genom att personerna gjorde löjliga upptåg. De pratade, sjöng, grät och skrek konstant. De sprang även hit och dit hela tiden. Maja Olofsdotter fick denna diagnos efter att hon skickats till hospitalet efter att ha dansat med sin piga på gatan och visat känslor för en dräng. En annan person som fick benämningen Lustiger Wahnsinn var Lisa Andersdotter. I sina anteckningar framställer Engström henne som livlig och glad men med förvrängda föreställningar. På nätterna pratade och sjöng hon. Hon kunde göra grimaser och kisa med ögonen. Förutom detta ansåg ändå inte Engström att hon hade särskilda drag som tydde på sinnesrubbning.
Engström skrev ner att tullinspektören Gotthard Theodore Pfeiff fix vansinnighet. Detta för att Pfeiff trodde sig ha ärvt ett stort arv. Detta berodde på att hans förhoppningar om en befordran förstörts vilket gjort hans ekonomiska status omöjlig att förbättra. En person som ansågs ha fixa idéer av gladare ställning som blandades med fånighet var Maria Andersdotter som enligt Engström var totalt sinnessjuk och väldigt förvirrad. Vissa stunder var hon glad och föreställde sig att hon var drottning eller prinsessa medan hon vid andra stunder var ohanterlig och saknade medvetande.

### Blödsinniger Wahnsinn
Blödsinniger Wahnsinn kunde också namnges som Anaomalia. Denna sjukdom kännetecknades av att man hade svaga men kraftiga uttryck. I Engströms anteckningar verkar sjukdomen vara en liten blandning av förvirring och fånighet. På vissa ställen i hans anteckningar verkar det som att Engström menar att förvirringen kommer ifrån slöheten medan det ibland verkar som att han menar att slöheten var ett uttryck eller en konsekvens av förvirringen. Det otydliga i denna kategori kan man se i en anteckning av Engström om Johanna Granat ”Slöhet och deraf hörrörande förvirring utgöra grunddragen i patienternas psych.”.

### Melankoli
Vad Engström ansåg Melankoli var förändrades ganska mycket från år till år. Något år ansåg han det vara en slags sinnesrubbning medan den senare blev en egen sjukdom med flera underkategorier, vilka är svåra att beskriva med hjälp av hans anteckningar då det inte var så många som tycktes lida av dem. Detta gör att sjukdomen blir svår att avgränsa. Det man kan se i hans journalanteckningar är att de som han ansåg led att Melankoli också ansågs ha en annan sjukdom som till exempel mani, slöhet eller fixerad vansinnighet. Det som allmänt beskrivs hos de som hade melankoli var att de var dystra, slutna, nedslagna och också ibland oroliga. Engström antecknade ofta om patienterna visste vad orsaken till deras nedstämdhet var. Prästen A.G. Hagman berättade för Engström att han mådde dåligt för att han behandlats illa av hans förmän och att han inte trivdes i prästlivet. Mjölnaren Anders Kjellberg sa att han var i det här tillståndet för att han bland annat hade det dåligt ekonomiskt. Maria Jonsdotter led enligt Engström av dysterhet och kollade ängsligt runt omkring sig, men hon själv kunde inte komma på någon anledning till att hon mådde på det sättet eller varför hon var rädd. Hos vissa personer verkar det som om Engström ansåg dem lida av Melankoli bara för att de var olyckliga. Anna Maja Nilsdotter kände en väldig oro och hade mycket smärta på grund av någon slags svamp i underlivet. Det enda som förknippade henne med vad Engström annars kopplat till Melankoli var just att hon var olycklig över hur hon hade det.

### Fixerad vansinnighet
Personer som led av fixerad vansinnighet var enligt journalanteckningarna personer som trodde att de levde ett bättre liv än vad de faktiskt gjorde. Till exempel Carl Johan Sjöström som var en betjänt som trodde att han hade en skatt nedgrävd vid Riga led av Fixerad vansinnighet enligt Engström. Även Olof Wilhelm Broman som var präst och som trodde att han blivit utnämnd till hovpredikant, löjtnanten Lundberg som trodde att han var adelsman och bonden Johannes Andersson som försökte göra affärer med alla för att han trodde han var rik led av fixerad vansinnighet enligt Engström. Man kunde även anses lida av Fixerad vansinnighet om man trodde att sjukdomar kunde orsakas av onda människor. Allmänt gav Engström diagnosen fixerad vansinnighet när de sjuka personerna låtit en slags föreställning eller idé om antingen sig själva eller en situation helt få övertaget över sitt förnuft och verkligheten. Engström kunde också beskriva fixerad vansinnighet med underkategorierna demonomani och religiös vansinnighet.
Om patienten kände sig utsatt för fara av sina föreställningar menade Engström att de led av paranoia. Ett exempel är Ekander, en avskedad präst, som hörde och såg personer som inte var verkliga. Han trodde även att han själv var ett objekt för förföljelse och illvilja. En annan person som ansågs lida av paranoia var Johan Söderling som trodde att han bytt själ med någon annan och att han på något sätt blivit instängd i Carlskrona.
Att en patient ansågs lida av demonomani hände bara en gång under de åren som Qvarsell undersökte. Den patienten hette Brita Getterstedt och hon ansågs även lida av melankoli. Sjukdomen visade sig på det sättet att hon hela tiden skrek och kände sig olycklig över livet hon hade då och livet som skulle komma efter det. Hon trodde nämligen att hon själv var besatt av en ond ande. Den smärta hon kände var så stark att hon bad om att få dö.

### Erotomani
Psykiatrikerna under 1800-talet var uppdelade i sin tro om vad som orsakade vansinne, om de var somatiska orsaker eller psykiska orsaker. De som var på den somatiska sidan ansåg att man skulle undersöka organen inne i kroppen och att behandlingen skulle fokuseras på kroppen. De som var på den psykiska sidan ansåg istället att sinnessjukdomarna orsakades av känslor och människans inre lidande. Engström verkade vara mer på den psykiska sidan. Han ville ha moraliskt bra behandlingar och ett bra liv för patienterna. Under 1800-talet framkom det att vansinne kunde orsakas av kärlek och uttrycket för detta var erotomani som kom från Frankrike och Storbritannien. I Sverige står det väldigt lite om erotomani och i Vadstena var de bara en patient som fick den diagnosen. Det var Engström som satte diagnosen och patienten hette Lena N. Hon hade blivit intagen på hospitalet på initiativ från sin man. Under fyra veckor var hon på Vadstena men skickas därefter hem igen. I Engströms anteckningar skriver han att Lena N är tyst och lugn och absolut inte galen. Senare samma år tas hon in igen på hospitalet men skickas även hem den här gången, nu efter sex veckor. Detta för att Engström igen gjort bedömningen att det inte är något fel på patientens mentala tillstånd. Hennes man insisterar dock på att hans fru varit erotisk och lämnade även in någon slags dokumentation. Hon tas därför in igen och Engström ger henne beteckningen Erotomani trots att han själv inte ansåg att hon var sinnessjuk.

## Behandlingsmetoder
De som ansågs botningsbara fördes till kurhospitalet. Engström åtskilde de som gick att behandla och de som inte gick att behandla för att de som kunde få behandling inte skulle påverkas på ett negativt sätt. Engström förde sedan anteckningar om hur patienternas behandlingar gick. Det verkar ändå inte som att personerna som ansågs kunna få behandling och de som ansågs vara obotliga skiljde sig så mycket åt. Åldrarna och könen var ganska jämnt fördelade. Det skiljde sig inte heller så mycket vad det gällde vilka sjukdomar dessa människor hade, utan de flesta sjukdomarna fanns hos både dem som behandlades och de som var obotliga. Enligt Qvarsell finns det några problem när man ska försöka förstå hur Engström tänkte gällande behandlingarna utifrån hans anteckningar. Dels så skrev Engström inte ner varför han valde en specifik behandlingsmetod till just den patienten, utan han skrev bara ner vilken behandling personen fick. Han skrev inte heller ner vad han trodde den här behandlingsmetoden skulle ge för effekt, varken om den skulle påverka specifikt på sjukdomen eller om människan i helhet skulle påverkas. Det enda man kan utläsa är att behandlingsmetoden förmodligen inte hade någon effekt när Engström bytte metod. Engström verkar inte heller haft några egentliga skäl till varför han valde en viss behandlingsmetod, utan provade sig fram väldigt mycket. När en behandling inte gav effekt gick han snabbt vidare till en annan. En annan svårighet när man ska försöka förstå varför behandlingsmetoderna användes är att många av patienterna även hade fysiska sjukdomar. Därför är det svårt att veta om behandlingen användes för att bota de fysiska eller psykiska problemen. Ett exempel är laxeringsmedel. Denna behandling användes dels för att bota fysiska besvär som förstoppningar men Engström verkade också tycka att hela matsmältningsprocessen hade betydelse för det psykiska måendet, vilket gjorde att laxeringsmedel även kunde användas för att få patienter mer lugna. Ett annat problem är att Engström ibland använde förkortningar i sina anteckningar som man inte har lyckats förstå vad de betyder. Det är även svårt att få fram någon slags statistik över behandlingsmetoderna då samma behandlingsmetod bara användes en gång på en särskild person men under en väldigt lång tid på en annan.

### Justeringar av det vardagliga livet
Engström tyckte att det var viktigt att det var ordning och reda i patienternas dagar och på hospitalet. Detta för att personerna skulle få en bättre uppfostran men också för att andra behandlingar skulle få bättre effekt. Under sin tid på Vadstena gjorde han bland annat försök till att skilja kvinnor och män åt men de hölls ändå i anslutning till varandra och utomhusområdena var oftast delade. En metod för att få ordning var att införa fler sysselsättningar för patienterna. 1828 köptes det bland annat in ull och spinnrockor så att kvinnorna på vintrarna hade något att göra. Detta var bra för hospitalet i sig då de fick linnen framställda. Personerna fick även en viss ersättning för sina arbeten men pengarna fick de bara använda till saker som ledningen tyckte var bra. Under dessa första år fanns det ingen speciell sysselsättning inomhus för männen utan de fick arbete utomhus i trädgården, men 1836 gjordes det om ett rum där de kunde utföra olika snickeriarbeten. 1846 fick det en hel snickeriverkstad där det köptes in verktyg såsom hyvelbänkar, borrar och hyvlar. Det viktigaste jobbet för männen var dock fortfarande utomhus. Patienterna hjälpte också till med de anställdas arbetsuppgifter när dessa inte hunnits med. Det kunde bland annat röra sig om sågning, bakning och eldning.
Engström ansåg att detta arbete var viktigt för patientens hela behandling och man kan även ana i hans anteckningar att han inte gillade patienterna som missvisade arbetet. Han skrev till exempel ”Sysselsättning älskar han icke” och ”hon visar ingen böjelse för sysselsättning”. Engström ansåg även att arbetet var bra för att få personer att inte ägna sig åt dåliga saker. Nils Andersson ansågs vara extrem inom religionen och ägnade sig åt en överdriven läsning och inte det vanliga gudstjänstlivet. Därför fick han jobba mer för att han skulle hålla sig borta från böckerna. Efter sex månader hade han, enligt engström, släppt sina böcker och deltagit normalt i gudstjänsterna. Sysselsättningen kunde också vara bra för dem som inte fått en ordentlig uppfostran och arbetet gjorde då att de fick en slags återuppfostran. Maria Sophia Bohlin var 15 år och hade varit instängd hemma hos föräldrarna och ville inte alls arbeta. Enligt Engström fick hon börja med lättare uppgifter och efter några månader hade hon fått ett intresse för att lära sig nya saker. Engström menade då att det var sysselsättningarna och den friska luften som gjort henne bättre och efter två år skrevs hon ut. Väl hemma hade hon blivit instängd igen och blivit aggressiv. Efter en tid kom hon tillbaka till hospitalet. Återigen blev hon lugn efter att ha kommit in i hospitallivet.
Livet på hospitalet och arbetet var även viktigt för behandlingen. Deras vardag skulle så mycket som möjligt likna det liv som de skulle leva om de kom ut. Detta gjorde att personer med högre klass fick ägna sig åt lugnare saker såsom läsning. De fick även oftare godkännande att gå utanför hospitalet. De som däremot inte fick lämna hospitalet kunde gå ut och gå i hospitalparken, vilket Engström tyckte var viktigt. Engström tyckte även att personerna skulle sysselsätta sig då de inte arbetade. Han hade vid en resa varit i ett hospital som hade spel men fick inget tillstånd att köpa in en kägelbana. Det fanns ändå vissa spel och böcker som läkaren godkänt som de som inte arbetade uppmanades att sysselsätta sig med. Engström försökte även dela upp patienterna i olika grupper för att uppmuntra umgänge med varandra.
I Engströms anteckningar verkar det som att sysselsättningen var väldigt viktig. Han strävade efter att alla skulle ha någonting att göra. Enligt Qvarsell skulle man kunna se det som att behandlingen var till för att återuppfostra personerna till samhällets normer, men också för att behandla direkt på sjukdomen. Engströms uppmuntran till aktivitet gjorde att hospitalet var ganska tvärt emot kroppssjukhuset där man skulle ta det lugnt och vila.

### Psykisk behandling
Engström verkade tycka att den psykiska behandlingen var viktig men det verkar framförallt röra sig om hospitalets livsmiljö. Patienterna togs bort från den dåliga omgivningen som de levt i tidigare och fick på hospitalet bättre förutsättningar för att må bra. Engström var också noggrann med att ta reda på hur personerna haft det i sina tidigare liv och hur de var som personer. Enligt Qvarsell kan det ses som att Engström hade en individualiserad syn på personerna.
I sina anteckningar är det väldigt få gånger han skriver tydligt om psykisk behandling. Därför finns det inga specifika behandlingsmetoder utan det verkar för den mesta gälla miljön. Det är därför svårt att veta hur den psykiska behandlingen visade sig i Engströms vård men det finns ändå vissa saker som man har kunnat se. Dels verkade Engström tycka att religionsutövning var viktig och en del av behandlingen. Kyrkan i hospitalet låg centralt och hade en speciell predikant anställd. De andliga mötena gav också enligt Engström en gemenskap med samhället då även friska människor kom till kyrkan. 1826 sattes det upp ordningsregler på hospitalet och Engström tyckte det var viktig att dessa följdes. Han skrev ofta ner i sina anteckningar om någon inte följde dem. En annan del av den psykiska behandlingen var att personer utifrån inte fick komma in på hospitalet utan tillstånd. Detta för att dessa personer kunde påminna patienterna om livet som fått dem sjuka och även för att de inte skulle göra narr av patienterna.
Man skulle också kunna se tillstånden att lämna hospitalet som en del av den psykiska behandlingen. Efter att Engström besökt Tyskland 1833 införde man möjligheten för patienterna att få permission. Antingen kunde de få en bestämd tid, då man fick besöka sitt hem men var efteråt tvungen att komma tillbaka till hospitalet eller så fick man obestämd tid då man inte fick komma tillbaka om inte sjukdomen blivit sämre. Ändå var det väldigt vanligt att många kom tillbaka till hospitalet på grund av att de anhöriga till personen inte varit så välkomnande.

### Tvångsåtgärder och straff
Engström ansåg som sagt att det var en viktig del att patienterna skärmades av från den omgivning som gjort dem sjuka och därför blev en tvångsåtgärd att de tvingades att vara på Vadstena hospital. 1826 var det tillåtet för läkare att använda tvångsmedel men man behövde ha läkarens tillåtelse om man var en annan anställd. De anställda kunde till och med förlora jobbet om de utan godkännande misshandlade eller slog patienterna. Det var förbjudet även för läkaren att använda fastkedjning och kroppsaga. De uppmanades att använda de lindrigare tvångsmedlen som bland annat isolering i ljus eller mörka rum, lite mat, tvångsstol och tvångströja. Man kunde även få använda strängare medel men ”humanitetens gränser” skulle aldrig överskridas.
Engström rapporterade 1828 att han behövde tvångströjor. Några år senare kom även tvångsstolar till Vadstena där patienten fick sitta på en karmstol med sina armar och ben fastspända av läderremmar. Tvångströjorna användes bland annat på personer som hade raserianfall men också för att stoppa personer som fått hudretande medel från att riva bort dem. Tvångströjan kunde också användas för att personer inte skulle kunna onanera. Patienterna som var oroliga eller vilda kunde även stängas in i celler eller i större utrymmen där det rymdes flera. Enligt Engströms anteckningar verkar det ändå som att tvångsåtgärderna och straffen inte var så vanliga i behandlingen och att de användes någorlunda försiktigt.

### Bad
Redan när Engström började på Vadstena betonades betydelsen av både bad och dusch men på den tiden fanns det inga badkar på hospitalet. 1828 ville han därför ha något temporärt bad medan ett badhus skulle byggas. 1829 påbörjades därför ritningar över ett badhus till hospitalet och det köptes även in två badkar och ett vattenkar som var något större. 1832 var badhuset klart där det även fanns tillgång till duschar.
Väldigt många patienter fick behandlingen genom ett ljummet bad och ofta tillsammans med en kall dusch. Detta kunde ske varje dag eller med några dagar mellan tillfällena. Detta var ofta även den första behandling som patienterna fick och den fortsattes ofta fastän de fick andra behandlingar. Baden användes främst för att lindra oro och raseri men de kunde också användas för att pigga upp personer som var slöa eller känslolösa. För att stoppa onani kunde även kalla bad användas. Förutom ljumma bad med kalla inslag som var allra vanligast som badbehandling så användes även bland annat bad med salt och fotbad med antingen vanligt vatten eller med retande vätska. Det kunde även vara så att personerna fick duscha i början av dagen och sedan bada på eftermiddagen. Det kunde också vara så att patienterna fick en kall dusch på ryggraden som alternativ till på huvudet. Duscharna kunde också användas som bestraffning. Det finns nedskrivet att en kvinna både fick en tvångströja och en dusch 3 gånger varje dag för att hon var våldsam, och efter en viss tid ansågs hon vara ångerfull.
Det verkar som att Engström tyckte att badandet och duschandet gav effekt då han använde de typerna av behandlingsmetoder väldigt ofta. Det fanns även situationer där Engström menade att dessa behandlingar med vatten hade en omedelbar påverkan mot vansinne.

### Svängstol och elektricitetsmaskin
Engström såg ofta upp till hospitalen utanför Sverige. Han ville på grund av dem bland annat införa behandlande instrument till Vadstena. På samma gång som han var nyfiken på dem så var han även skeptisk. 1829 efterfrågade han en svängstol till hospitalet där patienterna skulle kunna roteras. Han var däremot redan innan maskinen kom tveksam. Han skrev bland annat ”Dess nytta är begränsad, men i vissa fall obestridlig och den rekommenderas av flera läkare”. 1831 lät man svängstolen byggas och den var sedan klar att användas i början av 1832. Stolen hade ett högt ryggstöd, toalettsits och remmar till fastspänning. Den hade även en järn förstärk ram runtomkring sig som kunde få stolen att rotera kring ett fäste där fram. Svängstolen användes däremot inte ofta, utifrån Engströms anteckningar verkar det som den bara användes på tio patienter och de flesta ägde rum det första året som svängstolen kom. Efter en resa året därefter märkte han att svängstolen hade blivit omodern utomlands och han använde den när han kom hem bara några gånger. Efter år 1835 verkar det inte som att den användes överhuvudtaget och när Engström gick i pension togs stolen bort.
Det finns inget i Engströms anteckningar som visar vilken effekt han hade väntat sig av svängstolen men psykiatriker under den tiden trodde att denna behandling bland annat kunde användas för att göra patienterna mottagligare för läkemedel, att den skulle framställa kräkningar, och att den kunde användas mot alla varianter av galenskap och även mot kroppsliga sjukdomar. Engström var som sagt tveksam till stolens funktioner redan innan han testat den själv men hade ändå en viss tilltro på rekommendationerna från andra psykiatriker. När han väl prövat maskinen verkar det som tveksamheten fick övertaget. I hans anteckningar kan man se att det för det mesta bara var våldsamma och oroliga patienter som fick den här behandlingsmetoden och Engström har även antecknat att effekten inte var stor. I något fall så har han antecknat att patienten blivit mer medgörlig efter svängstolen. I andra personers fall har han antecknat att svängstolen bara gjorde så att personerna blev yra, illamående och svimmat. Engström använde ibland stolen som ett hot för att personer skulle skärpa sig. För två personer skrev han ner hur länge personerna var satta i svängstolen. Den ena satt i sex minuter och den andra i nio minuter.
En annan maskin som Engström ville testa var elektricitetsmaskinen. Engström ansåg att allt som behövdes för att bygga maskinen bland annat var en stor glasskiva på en ställning, en isoleringspall, laddstakar och några kedjor. Man byggde dock ingen egen maskin utan det köptes in en. Det fanns inte många rekommendationer för elektriciteten och därför var det lite konstigt att Engström ville ha en elektricitetsmaskin till Vadstena. Det finns inga anteckningar av Engström om maskinens effekter och den verkar bara ha använts någon enstaka gång.
Både svängstolen och elektricitetsmaskinen användes bara några gånger. Enligt Qvarsell så var Engströms intresse för dessa behandlingsredskap endast ”uttryck för den samtida psykiatrins terapeutiska optimism och fantasirikedom.”. Det verkade som att Engström inte ville missa att testa någon behandlingsmetod. Det gav även hospitalet en del vetenskaplighet även om behandlingen i sig inte gett någon effekt.

### Hudretande och avledande medel
En vanlig behandling som Engström gjorde på patienterna var att använda hudretande och avledande medel på deras kroppar. Dessa medel har genom historien ansetts kunna föra sjukdomen åt ett annat håll i kroppen men också att medlen kunnat väcka upp medvetandet. Väldigt många olika patienter hos Engström fick denna behandling. De allra flesta led av förvirring eller fånighet. Även de patienter som led av mani eller melankoli men enligt Engströms anteckningar fick ingen patient som led av fixa idéer dessa behandlingar. Engström skrev inte sällan ner varför han valde ett specifikt medel och inte heller vad effekten blev. Vattenbehandlingar ansågs ibland vara olika slags milda reningsmedel men om man bortser från dessa så fanns det 3 kategorier av hudretande och avledande medel. Dessa olika medel användes ganska produktivt och Engström provade sig fram med varje patient. När ett medel inte fungerade som han ville gick han över till ett annat.

### Suppurerande medel och behandlingar
Dessa metoder framkallade varbildning och Engström använde i stort två olika sätt för att få den effekten. Dels så använde han Hank vilket betydde att man lyfte upp huden och sedan trädde igenom en bred och platt nål som även hade en trasa eller repstump fäst på sig. När man drog ut nålen så lät man trasan eller repet fortfarande sitta i huden och genom att man drog trasan fram och tillbaka i såret så förhindrande man det att läka. Det fanns gånger såren hölls öppena i ett halvår. Engström skrev sällan ner på vilket ställe han satte hanken men de gånger han gjorde det sattes den i nacken. För att skapa varbildning på ryggen använde Engström moxa. Moxan bestod av cullulosaklumpar som var formade som antingen cylindrar eller käglor. Moxan lades på huden och sedan tände man på. Moxan men också hanken skapade ganska små sår men ändå ganska djupa.

### Vesicatorier
Dessa medel skapade blåsor på huden. Det starkaste medlet som Engström använde för att framkalla blåsor var antimonalsalvan. Den bestod av svinfett blandat med kräkvinsten vilket är ett vitt kristallpulver och applicerades på större områden. Denna behandling var den vanligaste bland de retande medlen i Engströms vård. Det vanligaste stället som salvan användes på var huvudet efter att man rakat bort håret, men den användes också på magen, ryggen och i hjärtgropen. Man fortsatte inte applicera salvan utan när blåsan skapats så lät man den läka.
Ett annat medel som Engström använde för att framställa blåsor var Spanskfluga och till skillnad från antimonalsalvan kunde den läggas på under en längre tid. Den spanska flugan bestod av en skinnbit där man lagt på pulver av en viss sorts skalbagge. Man la på skinnbiten på huden som ett plåster. Efter att plåstret lagts på bildades en blåsa efter ca tio-tolv timmar. När blåsan uppstått klipptes den upp så att sårvätskan kunde torka. Om man ville ha en ännu starkare behandling kunde man ta bort huden från blåsan helt och hållet. Efter att man gjort det lade man på blad från basilika och kål. Detta behandlingsmedel använde inte Engström så ofta vilket enligt Qvarsell kan ha berott på att den var för dyr.

### Milda hudretande medel
Dessa medel var mildare än de andra och skapade utslag och rodnader. Ett exempel på ett sådant medel är senapsdegar. Senapsdegarna gjordes med hjälp av ättika, mjöl, riven pepparrot och svartsenap. Senapsdegen lades ganska tjock på en bit skinn eller tyg och applicerades sedan oftast på vaderna men också på fötter och axlar. Den skulle inte sitta på tills en blåsa skapades utan efter en eller två timmar då huden blivit röd och irriterad skulle den tas bort och sättas på en annan del av huden. Om man inte ville att det skulle skapas ett sår kunde stället med hjälp av varm mjölk tvättas.
Ibland kunde de använda piskor av nässlor för att skapa irritationer på huden hos patienterna. Det förekom också att Engström använde en säck med myror som behandling. Patienterna fick då ta av sig kläderna och sedan knytas in i säcken. Myrorna hade då åtkomst till personens hud. Andra medel som användes för att irritera huden var retande liniment och vidbränd hjorthornsolja.

### Inre medicinering
Förutom att sätta patienterna i sysselsättning var den inre medicineringen den vanligaste specifika behandlingen. Det är ännu en gång svårt att veta vad Engström väntade sig för effekt på de olika medicinerna och varför han just valde dem. Det är även svårt att veta om behandlingen syftade på att bota de psykiska eller fysiska sjukdomarna men de flesta läkemedel ansågs ändå ha någon slags effekt på sinnestillståndet.

#### Laxeringsmedel
Nästan alla patienter på Vadstena under Engströms tid fick någon gång laxermedel och vissa fick det med jämna mellanrum. Engström har många anteckningar om vad som kom ut från patienterna och även de andra anställda som hade kontakt med personerna berättade för Engström vad som kommit ut vid personernas toalettbesök. De laxerade medlen innehöll ofta blandningar av olika innehåll. De kunde bland annat innehålla kolokvinttinktur, skelört som vid större mängder kunde vara dödligt, rabarberrot, pulverdroppar, rabarbervin, vinsyrad kali, jalapparoten som man var tvungen att ta in från bergstrakterna i México, sennablad, engelskt salt och glaubersalt. Jordgalla kunde också användas som laxerande medel men även för att påverka kroppen på andra sätt. Den hade både urindrivande och emetiska verkningar och därför ansåg man bland annat att jordgallan kunde påverka människor som led av mani och melankoli. Ett annat vanligt laxeringsmedel som Engström använde var svart prustrot.
Vid vissa fall så skrev Engström bara ner att patienten fick laxeringsmedel men inte specifikt vilka. Vid andra fall skrev han tydlig ner vilka blandningar han använde men han noterade ändå inte varför han blandade just de ingredienserna eller vilken effekt just de förväntades att ge. Engström kunde också blanda i ingredienser som inte hade laxerade effekter.

#### Kräkmedel och urindrivande medel
Många patienter fick någon gång under sin tid på hospitalet något slags kräkmedel. Det vanligaste medlet var kräkvinsten vilken Engström menade hade en direkt påverkan på psyket. Ett annat medel som användes var Radix helleborus albus som kallades den vita prustroten. Engström kunde också ge personerna kräkrot och ett milt medel som hette Pulvis magnesiae tartaricus som skulle pigga upp patienterna och bara ge dem en liten kräkreaktion. Engström använde dessa medel ibland bara för att göra personerna äcklade och ibland för att få dem att kräkas. Han kunde till exempel ge dem till patienter som behövde lugnas.
Många av de nämnda medlen användes också som urindrivande. Även enbärssirap och ättikshonung med sjölök kunde användas som urindrivande medel.

#### Magstärkande medel
Under 1800-talets metoder att bota sjuka låg stort intresse på matsmältningsprocessen. Engström använde bland annat medel som roten av baggsöta, aloe som ibland blandades med saffran, kritmixtur som innehöll gummi, krita och socker och gummislem som stärkande medel för magen.

#### Lugnande och dämpande medel
Olika vattenbehandlingar användes också som lugnande medel men Engström kunde också använda bomörtsextrakt för att få patienter mer lugna eller för att stilla deras smärtor. Bolmörtsextrakten gavs antingen som piller eller som en upplösning i lagerkirsvatten.

#### Upplivande och stärkande medel
Engström använde även behandlingar som skulle stärka, uppliva eller stimulera patienter. Han använde bland annat medlen Valeriana och vändelrot ofta. Valeriana var bland annat känd för att vara starkt kramlösande och stärkande. Engström använde också medel som Kinabarken och vanilj i form av droppar. Vaniljen ansågs ha direkt påverkan på sjukdomen och den gjorde också så att personen inte kunde somna. Andra medel som ansågs stärkande var rabarbervin, maurias ammonico-ferricum och oxidum ferrico-ferrosum. Engström använde ibland saffran för att få en stimulerande effekt och för att den ansågs direkt påverka sjukdomar som bland annat melankoli, hysteri och hypokondri. Engström kunde även blanda olika medel för att få till speciella kurer.

#### Medel med direkt påverkan på psyket
Vissa medel som användes på patienterna ansågs ha en direkt påverkan på de psykiska sjukdomarna. Ett exempel är Belladonna som bland annat var känd för att den vidgade pupillerna och bedövade kroppen. Mot melankoli, hysteri och hypokondri användes som sagt vaniljdroppar. Gratiola ansågs vara bra mot mani och melankoli. Även den svartaprustroten ansågs ha en bra påverkan på sinnessjukdomarna.